# Willem Cornelis Ackersdijck

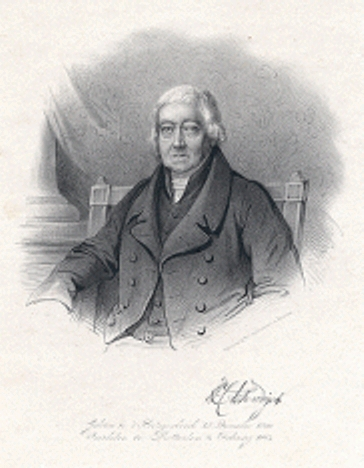
Willem Cornelis Ackersdijck.

Willem Cornelis Ackersdijck ('s-Hertogenbosch, 12 december 1760 - Rotterdam, 6 februari 1843) was een Nederlandse jurist, historicus, advocaat en secretaris van 's Hertogenbosch.
Ackersdijck stamde uit een regentenfamilie en groeide op in 's-Hertogenbosch. Hij was een zoon van Willem Cornelis Ackersdijck en van Anna Franken. Hij promoveerde in de rechten in 1779 aan de Universiteit van Utrecht. Nadien vestigde hij zich als advocaat in 's-Hertogenbosch, waar hij onder andere secretaris van 's Hertogenbosch was. Na de omwenteling van 1795 legde hij zijn openbare functies neer om zich aan zijn studie te wijden.
Ackersdijck was getrouwd met zijn nicht Maria Cornelia Bowier. Hun zoon Jan Ackersdijck was een econoom en hoogleraar staathuishoudkunde aan de Universiteit van Utrecht van 1840 tot 1860.

## Publicaties
- 1779. Disputatio philologico-juridica de utilitate et auctoritate poeseos et poetarum in jurisprudentia, nec non de utilitate jurisprudentiae in legendis et explicandis poetis. Proefschrift Utrecht. Trajecti ad Rhenum : ex officina Abrahami van Paddenburg
- 1811. Taalkundige aanmerkingen over verouderde en minverstaanbare woorden in de Staten overzetting des Bijbels. Utrecht : Van Paddenburg en zoon
- 1814. Onderzoek naar de beduidenis der benoeming van Maisniede-lieden. Leyden : Haak.
- 1818. Onderzoek naar en aanduiding van de ligging van twee tot nu toe nog niet ontdekte plaatsen, Fughte en Rumelo, voorkomende in diploma's van de jaren, 1006, 1028 en 1050. Leyden : Haak.
- 1818. Aanmerkingen over de middelen, waardoor in de Nederlanden de slavernij langzamerhand vernietigd, de staat der dorp- of landluiden verbeterd, en de landbouw bevorderd is. Leyden : Haak en comp.